# The Underdog (album)
| Đánh giá chuyên môn   | Đánh giá chuyên môn |
| Nguồn đánh giá        | Nguồn đánh giá      |
| Nguồn                 | Đánh giá            |
| --------------------- | ------------------- |
| Saving Country Music  | [ 3 ]               |
| Wyoming Tribute Eagle | [ 4 ]               |

The Underdog là album phòng thu thứ 11 của nam ca sĩ nhạc đồng quê người Mĩ Aaron Watson. Album phát hành vào ngày 17 tháng 2 năm 2015 thông qua hãng BIG Label Records.

## Sáng tác
Niềm tin, tình cảm gia đình dành cho vợ và người con gái đã mất Julia Grace đã truyền cảm hứng rất nhiều cho Watson để hình thành nên The Underdog. Watson nói về album trong cuộc phỏng vấn với tạp chí Billboard: "Đó là về cách mà tôi đã chăm sóc vợ con tôi; nên chúng tôi cần ra đó và làm điều chúng tôi cần làm - đưa vào những buổi diễn, cố gắng phát hành những sản phẩm âm nhạc thật chất lượng và giúp người hâm mộ hiểu được chúng tôi yêu và đánh giá cao họ đến nhường nào. Và một điều duy nhất mà tôi muốn chính là việc khán giả biết được rằng những đồng tiền họ bỏ ra để xem các buổi diễn là hoàn toàn đáng giá. Tôi muốn họ hiểu tôi yêu gia đình tôi, yêu Chúa đến nhường nào; và hiểu được tôi là ai, và âm nhạc của tôi xuất phát từ đâu." Điều này được thể hiện rõ nét khi xét các bài hát trong album:
- "The Prayer", theo Watson, là bài hát thử thách khả năng sáng tác của anh, được viết theo thể loại phúc âm và mang tính nghệ thuật cao.[7]
- "That Look" là bài hát được coi là một trong những điểm nhấn của album, và được truyền cảm hứng từ vợ của Watson là Kimberly. Bài hát mang âm hưởng của thập niên 80, nói về một buổi sáng Watson chuẩn bị bữa sáng cùng vợ.[6][8]
- "Bluebonnets" là bài hát nói về tình cảm của Watson dành cho đứa con gái đã mất của mình.[9]
- "That's Why God Loves Cowboys" kể về cuộc hành trình từ lúc làm nghệ sĩ cho một hãng đĩa lớn, rồi thành nghệ sĩ tự do và sự nỗ lực không từ bỏ giấc mơ của Watson. Bài hát này gợi nhớ đến những bài hát của George Strait và Chris LeDoux, những nhà giải trí đã sống theo phong cách rodeo.[10]

## Quảng bá
Watson tổ chức chuyến lưu diễn để quảng bá cho album bắt đầu từ tháng 12 năm 2014.

## Diễn biến thương mại
The Underdog ra mắt tại vị trí #14 trên bảng xếp hạng US Billboard 200 với doanh số đạt 28.000 bản trong tuần đầu phát hành (doanh số bán lẻ đạt 26.340 bản). Album cũng giành vị trí quán quân bảng xếp hạng US Billboard Top Country Albums, giúp cho Watson trở thành nam nghệ sĩ đầu tiên có album tự phát hành và quảng bá ra mắt tại vị trí quán quân bảng xếp hạng này.

## Danh sách và thứ tự các bài hát
| STT              | Nhan đề                        | Thời lượng |
| ---------------- | ------------------------------ | ---------- |
| 1.               | "The Prayer"                   | 3:06       |
| 2.               | "Wildfire"                     | 3:21       |
| 3.               | "Freight Train"                | 2:55       |
| 4.               | "That Look"                    | 4:29       |
| 5.               | "Gateway Truck"                | 3:39       |
| 6.               | "Bluebonnets (Julia's Song)"   | 4:15       |
| 7.               | "That's Why God Loves Cowboys" | 3:53       |
| 8.               | "That's Gonna Leave a Mark"    | 3:12       |
| 9.               | "The Underdog"                 | 4:31       |
| 10.              | "Blame It on Those Baby Blues" | 3:24       |
| 11.              | "One of Your Nights"           | 4:03       |
| 12.              | "Family Tree"                  | 3:53       |
| 13.              | "Rodeo Queen"                  | 3:21       |
| 14.              | "Fence Post"                   | 5:21       |
| Tổng thời lượng: | Tổng thời lượng:               | 53:26      |

## Xếp hạng

### Xếp hạng tuần
| Bảng xếp hạng (2015)                                 | Vị trí cao nhất |
| ---------------------------------------------------- | --------------- |
| Album Hoa Kỳ Billboard 200                           | 14              |
| Album Hoa Kỳ Top Country (Billboard)                 | 1               |
| Album Hoa Kỳ Digital (Billboard)                     | 5               |
| Album Hoa Kỳ Independent (Billboard)                 | 1               |
| Đã nhập bảng xếp hạng không hợp lệ BillboardSales\|8 |                 |